# كريس هارت
كريس هارت (باليابانية: クリス・ハート) (بالإنجليزية: Chris Hart)‏ هو مغني ياباني وأمريكي، ولد في 25 أغسطس 1984 في سان فرانسيسكو في الولايات المتحدة.

## وصلات خارجية
- الموقع الرسمي
- كريس هارت على موقع ميوزك برينز (الإنجليزية)